# 来迎
来迎（らいごう、浄土教諸宗では、らいこう）とは、仏教において、念仏行者の臨終の際に阿弥陀三尊が25人の菩薩と共に白雲に乗ってその死者を迎えに来て極楽に引き取ること。その様子を描いた図様は来迎図（らいごうず／らいこうず）という。

## 来迎図・彫像

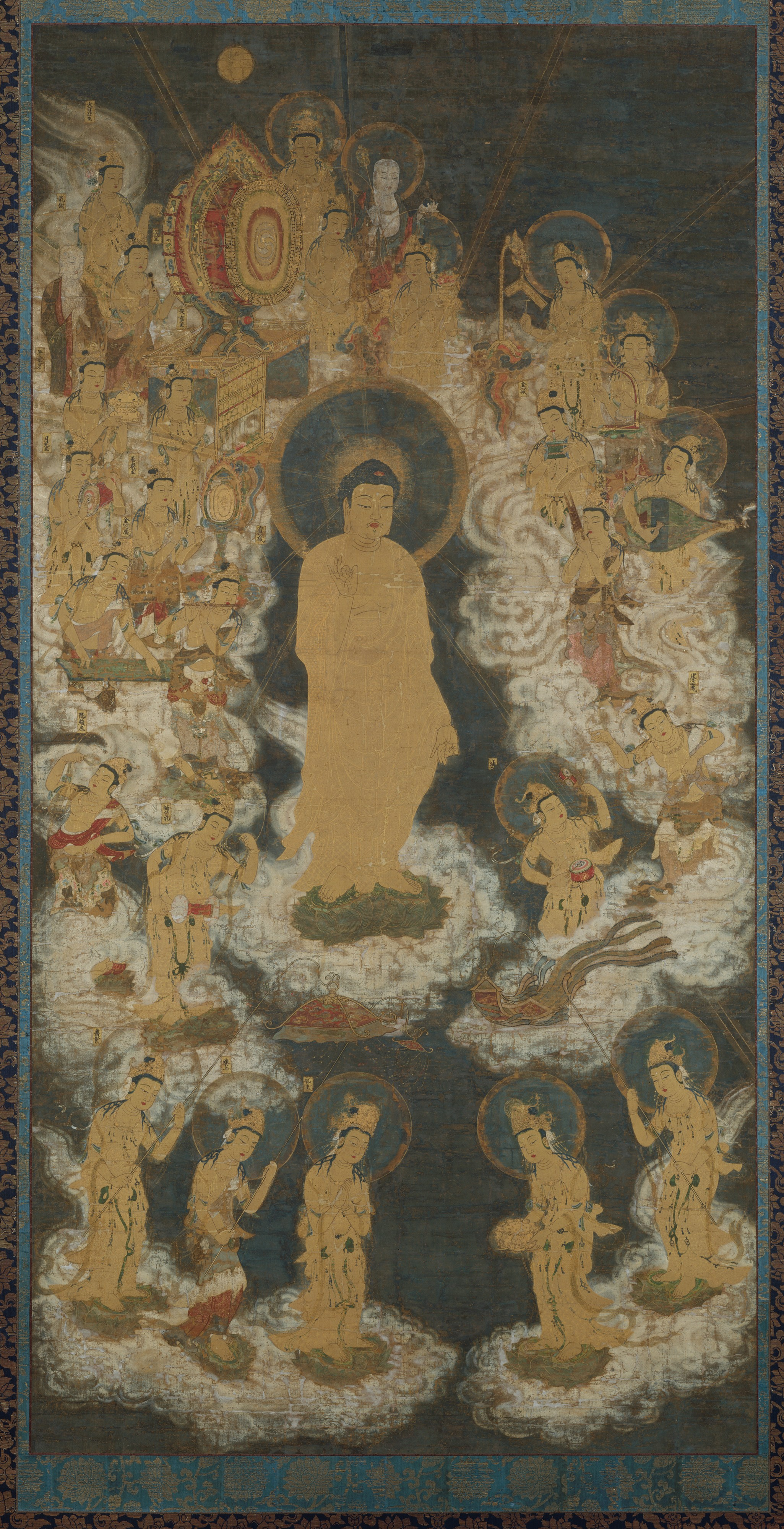
阿弥陀聖衆来迎図

平安時代中期に「阿弥陀如来を信じていれば、臨終に際して阿弥陀如来が極楽に導いてくれる」という「阿弥陀信仰」が盛んになり、多くの来迎図が描かれた。阿弥陀如来の左脇侍として蓮台（蓮の形の台座）を持っているのが観音菩薩、右脇侍として合掌しているのが、勢至菩薩である。阿弥陀三尊は、雲に乗る坐像、あるいは立像として描かれる。本来、浄土信仰であるので、浄土系の宗派の図様であるが、全宗派的な広がりを持つ。

### 作例
『観無量寿経』に基づいた来迎図では、当麻曼荼羅に見られるように、上品上生から下品下生までの九品往生に分かれるため、来迎の様も、それぞれ異なって描き分けられている。
知恩院に所蔵される国宝の通称「早来迎（はやらいこう）」と呼ばれる来迎図は、正式には「阿弥陀二十五菩薩来迎図」であり、『観経』に説かれる上品上生の来迎を表した図様である。
永観堂蔵本（国宝）などで知られる「山越阿弥陀図」も、来迎図の一種であり、阿弥陀如来のみを巨大に描き、それが山を越えて来迎に現われた様を強調した図像である。
往生極楽院の本尊である阿弥陀三尊像（国宝）は、来迎図のような図像ではなく彫像であるが、三尊が来迎する様を表現した像であり、脇侍の二菩薩像が、胡坐ではなく日本式の正座をしている点でも知られている。